# Leroy Jenkins
Leroy Jenkins (Chicago, 11 de marzo de 1932 - Nueva York, 24 de febrero de 2007), violinista de Jazz. Se le considera la cima de este instrumento en su estilo.

## Historial
Jenkins empezó a los ocho años a tocar el violín y a dar recitales, a menudo en compañía de la pianista Dinah Washington, también una niña por entonces. Tras estudiar violín, se hizo profesor en las escuelas para niños pobres de los estados sureños, regresando a Chicago en 1964.
Formó a finales de los años 1960 The Creative Construction Company, junto a Anthony Braxton y Leo Smith, para más tarde unirse a Ornette Coleman, en la llamada segunda ola del free jazz. En 1970 fundó The Revolutionary Ensemble, junto al contrabajo Sirone y Jerome Cooper, batería, con los que grabó dos discos. Con este grupo giró por todo el mundo, especialmente Europa.
En 1989 colaboró con Hans Werner Henze en la composición de la ópera y ballet The Mother of Three Sons. En 2004 resucitó The Revolutionary Ensemble, con sus compañeros, obteniendo gran éxito en sus espectáculos.
- Datos: Q13036399